# Gehyra vorax
Gehyra vorax (ненажерлива дтелла) — вид геконоподібних ящірок родини геконових (Gekkonidae). Мешкає в Океанії.

## Поширення і екологія
Ненажерливі дтелли мешкають у Папуа Новій Гвінеї, на Фіджі і в Тонзі. Вони живуть в тропічних лісах, на плантаціях і в садах.